# Матасова, Лидия Леонидовна
Лидия Леонидовна Матасова (род. 2 сентября 1955, Свердловск) — советская и российская актриса театра и кино, заслуженная артистка Карельской АССР. Заслуженная артистка  Российской Федерации (1992).

## Биография
Родилась в Свердловске.
Окончила среднюю школу в Белгороде, ГИТИС в Москве.
После его окончания работала в Русском драматическом театре города Петрозаводска, в Академическом драматическом театре города Горького и в новом экспериментальном театре Волгограда.
С 1996 года — артистка Московский Художественный академический театр имени М. Горького. 
Русский драматический театр, г. Петрозаводск (Карелия)
- Тамара, Мария, Солнце — «Закон Вечности» Н. Думбадзе
- Валька — «Иркутская история» А. Арбузова
- Маша — «Жестокие игры» А. Арбузова
- Елена Андреевна — «Дядя Ваня» А. Чехова
- Дара — «Госпожа Министерша» Б. Нушича
- Даша — «Встань рядом со мной» Гладкова
- Виржиния — «Мсье Амилькар платит» И. Жамиака
- Ева Темпл — «Орфей спускается в ад»
- Зинаида Васильевна — «Дни нашей жизни» Л. Андреева

Академический драматический театр имени М.Горького, г. Горький (ныне Нижний Новгород)
- Алина — «Смотрите, кто пришёл» В. Арро
- Варвара — «Егор Булычёв и другие» М. Горького
- Вера — «Последний посетитель» В. Дозорцева

Волгоградский Новый Экспериментальный Театр
- Леди Капулетти — «Ромео и Джульетта» У. Шекспира
- Клеопатра Максимовна — «Самоубийца» Н. Эрдмана
- Женевьева — «Блэз» К. Манье
- Бланш — «Трамвай Желаний» Т. Уильямса
- Баронесса — «Маскарад» М. Лермонтова
- Эльвира — «Дон Жуан» Ж. Мольера

МХАТ им. М. Горького
- Анна — «На дне» М. Горького, режиссёр В. Белякович
- Анна Ихменёва — «Униженные и оскорбленные» Ф. Достоевского, режиссёр Т. Доронина
- Вера — «Обрыв» И. Гончарова, режиссёр А. Созонтов
- Вышневская — «Доходное место» А. Островского, режиссёр Т. Доронина
- Елена — «Белая гвардия» М. Булгакова, режиссёр Т. Доронина
- Ольга — «Три сестры» А. Чехова, режиссёр Т. Доронина
- Эдита — «Контрольный выстрел» Ю. Полякова, режиссёр Ст. Говорухин
- Матрёна — «Горячее сердце» А. Островского, режиссёр В. Белякович
- Попова — «Медведь» А. Чехова, режиссёр Э. Лотяну
- Руэлла — «Дверь в смежную комнату» А. Эйкбурна, режиссёр В.Драгунов
- Рашель Топаз — «Васса Железнова» М. Горького, режиссёр Б. Щедрин
- Теодора — «Глупая для других, умная для себя» Лопе де Вега, режиссёр В. Иванов
- Нина Кармина — «Женитьба Белугина» А. Островского
- Сосипатра Семёновна — «Красавец мужчина» А. Островского, режиссёр В. Иванов
- Савина — «В поисках радости» В. Розова, режиссёр Ю. Аксёнов
- Леди Капулетти — «Ромео и Джульетта» У. Шекспира, режиссёр В.Белякович
- Устинья Наумовна — «Банкрот» А. Н. Островского, режиссёр В. Иванов
- Алевтина Мак-Кенди — «Как боги… » Ю. Полякова, режиссёр Т. Доронина
- Бояркина — «Русский водевиль» «Нежное сердце» В. Соллогуба
- Раневская — «Вишнёвый сад» А. Чехова, режиссёр С. В. Данченко (возобновление)

Малая сцена МХАТ им. М. Горького
- Надежда Фон Мекк — «Незримый друг» Ю. Осноса, режиссёр Ю. Горобец
- Хохлокова — «Монах и бесёнок» Ф. М. Достоевского, режиссёр А. Семёнов

## Фильмография
- 1973 — Много шума из ничего (эпизодическая роль)
- 1977 — Школьный вальс (Лиля)
- 1979 — Опрокинутая тишина | Фильм № 1 (эпизодическая роль)
- 1979 — Отец и сын (эпизодическая роль)
- 2001 — Не покидай меня, любовь эпизодическая роль (в титрах — Л.Мотасова)
- 2001 — Семейные тайны (эпизодическая роль)
- 2003 — Благословите женщину Алла Тарасовна Зайцева (Старший администратор гостиницы)
- 2004 — Даша Васильева. Любительница частного сыска (3 официантка)
- 2004 — Несекретные материалы | фильм 2 (эпизодическая роль)
- 2005 — Самая красивая (Женщина у колонки)
- 2007 — Дар Божий Татьяна Петровна (нет в титрах)
- 2007 — Долг самурая | фильм 9 (эпизодическая роль)
- 2007 — Марш Турецкого (4 сезон) (врач в тюрьме)
- 2009 — Миннесота (мама)
- 2012 — Катина любовь (все сезоны) (эпизодическая роль)
- 2014 — Людмила Гурченко (Елена Александровна Симонова-Гурченко, Лёля в возрасте)
- 2015 — Конец прекрасной эпохи

Режиссёр
- 2012 — Катина любовь 2

Награды
заслуженная артистка Карельской АССР
заслуженная артистка Российской Федерации (1992)
лауреат премии Ленинского комсомола
медаль ордена "За заслуги перед Отечеством" II степени
орден Дружбы
диплом Международного фестиваля "Москва - город мира"
диплом им. народной артистки РСФСР Л.А. Лозицкой "За сохранение русской классики на Отечественной сцене" (2019)
Благодарственное письмо депутата Государственной думы РФ (2023)